# ارول بیلگین
ارول بیلگین (انگلیسی: Erol Bilgin؛ زادهٔ ۲۰ فوریهٔ ۱۹۸۷) وزنه‌بردار اهل ترکیه است.
وی در مسابقات کشوری و بین‌المللی در مجموع برندهٔ ۵ مدال طلا، ۶ مدال نقره، ۲ مدال برنز شده‌است.